# Zona metropolitana di Costanza
La Zona metropolitana di Costanza (in rumeno: Constanța) si trova in Romania ed è stata istituita nel 2007. Comprende oltre al municipio anche 13 comuni limitrofi.
La popolazione complessiva nel 2009 è di 446.595 abitanti.

## Comuni
Oltre al municipio di Costanza fanno parte della zona metropolitana i seguenti comuni:
- Năvodari
- Ovidiu
- Eforie
- Murfatlar
- Techirghiol
- Mihail Kogălniceanu
- Cumpăna
- Valu lui Traian
- Lumina
- Tuzla
- Agigea
- Corbu
- Poarta Albă

## Strategie
Al pari delle zone delle altre città l'obiettivo è quello di attrarre investimenti e coordinare il miglioramento di infrastrutture. Secondo uno studio, la Zona metropolitana potrebbe attirare investimenti nei prossimi 10-15 anni di 30 miliardi di euro 